# أبو حليفاء
أبو حليفاء قرية سعودية، تتبع محافظة خليص بمنطقة مكة المكرمة. تقع في شمال شرق مدينة جدة بمسافة نحو ( ) كم.